# Balakhivka
Balakhivka (ukrainien : Балахівка, russe : Балаховка) est une commune urbaine de l'oblast de Kirovohrad, en Ukraine. Elle compte 778 habitants en 2021.